# John Frusciante
John Anthony Frusciante és un guitarrista, cantant, compositor i productor musical estatunidenc conegut per ser el guitarrista de la banda californiana Red Hot Chili Peppers, amb els quals ha participat en cinc àlbums d'estudi en dues etapes: entre 1988 i 1992 i des de 1998 fins al 2008. A banda dels Red Hot Chili Peppers, John Frusciante ha mantingut una carrera en solitari i també ha treballat amb Josh Klinghoffer i Joe Lally en el grup Ataxia.
L'any 2003, la revista Rolling Stone el va situar en el divuitè lloc en la llista dels 100 millors guitarristes de tots els temps.

## Biografia

### 1970-1987: Infància i joventut
Frusciante va néixer a Queens, Nova York el 5 de març de 1970. El seu pare, John Frusciante Sr., és pianista i jutge de professió, i la seva mare, Gail Frusciante, era una vocalista que va deixar la seva carrera musical per a convertir-se en mestressa de casa. La família Frusciante es va traslladar a Tucson, Arizona, i posteriorment a Florida, on el seu pare exerceix actualment. Quan els seus pares es van separar, Frusciante i la seva mare es van mudar a Santa Monica, Califòrnia. Un any després, es van traslladar novament, aquesta vegada a Mar Vista, en l'extraradi de Los Angeles, amb la que era la parella de Gail Frusciante.
Ja de ben petit es va interessar per la música i la guitarra. Amb onze anys va començar a estudiar a músics com Jeff Beck, Jimmy Page i Jimi Hendrix i també a Frank Zappa per qui fins i tot va fer una prova per formar part de la seva banda l'any 1988. Als setze anys i amb el permís dels seus pares, en John va deixar l'institut per aprendre i formar-se com a músic.

### 1988–1992: Red Hot Chili Peppers
John Frusciante va entrar en contacte amb els Red Hot per primera vegada l'any 1985 (quan en tenia 15), quan encara eren liderats per Hillel Slovak, ja que eren una banda prou coneguda en la cultura popular a Los Angeles i ràpidament es va convertir en un gran seguidor de la banda. En aquesta època John s'estava formant com a músic i sovint participava en jam sessions i va conèixer l'ex-bateria dels Dead Kennedys D.H. Peligro i través d'ell a Flea (Michael Balzary), baixista dels Chili Peppers.
Quan l'any 1988 Slovak va morir d'una sobredosi d'heroïna també el bateria de la banda Jack Irons va deixar el grup, però tant Anthony Kiedis, veu com el mateix Flea pensaven que el grup encara no havia donat tot el que tenia i van decidir buscar recanvis. En primer lloc els escollits van ser D.H. Peligro a la bateria i DeWayne "Blackbyrd" McKnight a la guitarra, però el primer tenia seriosos problemes de drogues i el segon no va connectar amb la filosofia i l'estil que els membres fundadors buscaven. John per la seva banda estava a punt de ser "fitxat" per un grup de punk-rock anomenat Thelonious Monster, però quan Flea li va comunicar que si acceptava, ell era el nou guitarra dels Red Hot Chili Peppers va dir que sí sense dubtar. Poques setmanes després Chad Smith va ser contractat per substituir Peligro a la bateria.
Segons el mateix Frusciante, al principi li va costar agafar l'estil de la banda, ja que mai havia estat un guitarrista funk, estil predominant en la primera etapa de Red Hot. L'any següent va sortir al mercat Mother's Milk on el so de la guitarra encara recorda molt l'estil de Slovak. El disc va ser produït per Michael Beinhorn que va intentar que el so de la banda derivés cap a sons més metal. El disc va tenir una acollida modesta, seguint la línia dels primers treballs de la banda abans del canvi de formació.
Va ser el següent treball, Blood Sugar Sex Magik (1991) que va fer donar als Chili Peppers el gran salt. Produït per Rick Rubin i gravat a una mansió a Hollywood Hills, l'àlbum va arribar fins a la tercera posició del rànquing Billboard i va vendre 3 milions de còpies a tot el món. Degut a aquest èxit inesperat el guitarrista va trontollar. "Massa lluny, massa alt i massa aviat; tot semblava estar passant en un mateix instant", " és el que Frusciante pensava de la situació segons les seves pròpies declaracions. Per aquest motiu i no "degut a cap membre de la banda, ni dels productors", va decidir deixar la banda.

### 1992–1997: Addicció
John va començar a utilitzar drogues de manera habitual quan va entrar a la banda, però va ser després de deixar-la quan es va entregar completament a ella. De tota manera ell mai no s'ha amagat del seu consum de drogues ni tampoc la considera un etapa fosca de la seva vida. "Estava trist, en canvi mentre estava col·locat, em sentia feliç. Hauria d'estar-ho sempre. No em sentia culpable. Em feia estar en contacte amb la bellesa, en lloc de deixar que la lletjor del món et corrompés l'ànima".
Durant aquest període de cinc anys en què va estar fora del grup Frusciante no va estar, en cap cas, inactiu, musicalment parlant. L'any 1994 va publicar Niandra Lades and Usually just a T-Shirt, àlbum que en contra d'una estesa creença popular no va ser gravat durant la seva etapa d'addicte, sinó que va ser gravat durant l'última gira amb els Peppers.
El seu estat de salut era cada vegada pitjor, va patir greus infeccions també de sang i encara té cicatrius permanents als braços degut a les injeccions de cocaïna i heroïna. El 1993 els seus amics Johnny Depp i Gibson Haynes van gravar un documental titulat Stuff, mai publicat i que posa de manifest les condicions infrahumanes en que vivia.
L'any 1997 va gravar i treure al mercat Smile from the Streets you Hold àlbum caracteritzat pels crits, notes i cordes desafinades i un clar reflex de l'estat físic i mental de Frusciante. L'àlbum va ser més tard retirat del mercat l'any 1999 per desig de l'autor, encara que ha afirmat en més d'una ocasió que considera que hi ha material de qualitat i espera poder-lo reeditar algun dia. També en aquesta època es va cremar casa seva, juntament amb la seva col·lecció de guitarres i la majoria de gravacions d'aquella època, incendi del qual el mateix John va sortir greument ferit. Després d'aquests incidents, a finals de 1997 va decidir deixar l'heroïna i ho va fer de cop. Mesos més tard, a principis de 1998 i degut a la pressió del seu vell amic Bob Forrest, líder de la banda Thelonious Monster, John Frusciante va ingressar a la clínica Las Encinas per començar un procés de desintoxicació total (a més d'heroïna, també consumia crack i alcohol en grans quantitats).

### 1998 - 2008: Segona etapa amb la banda
Deixar la droga va significar un gir de 180 graus a la vida de John Frusciante, quan va sortir de la clínica de Pasadena va començar a portar una vida gairebé ascètica: va començar a portar una dieta equilibrada, evitant el menjar elaborat i processat, va començar a practicar yoga i va descobrir els beneficis de la disciplina i l'autocontrol i fins i tot va renunciar al sexe.
Pel seu costat els Red Hot Chili Peppers havien contractat al guitarrista Dave Navarro i van publicar One Hot Minute que no va obtenir ni de lluny l'èxit esperat. Flea va arribar a la conclusió que l'única manera que el grup tornés a funcionar era portar en John de tornada, i així li va proposar a Kiedis. Quan el van anar a visitar per proposar-li tornar a la banda John va contestar "Res em faria més feliç al món" ("Nothing would make me happier in the world").
Amb en Frusciante una altra vegada a la guitarra, els Chili Peppers van entrar a l'estudi per gravar el que seria el seu setè àlbum. La nova vida de John va aportar a la banda vitalitat i la seva profunda passió per la música i ànim per la perfecció van caracteritzar el so d'aquest treball. El fruit d'aquesta feina va ser Californication, que va ser publicat el 8 de juny de 1999 i que és l'àlbum de RHCP que més còpies ha venut (més de 15 milions a tot el món), àlbum que el mateix John Frusciante ha reconegut com el seu preferit i amb el que més ha gaudit treballant.
Durant la subseqüent gira amb la banda, que va durar més de dos anys, John es va dedicar a escriure un munt de temes, tant per la banda com per seguir la seva carrera en solitari. Entre 1999 i 2001 va escriure els temes dels seus àlbums  To Record Only Water for Ten Days  i "Shadows Collide with People", així com una part del següent àlbum amb els Red Hot Chili Peppers, By the Way, publicat l'any 2002. En els seus treballs en solitari destaca una evolució cap a un so més electrònic i New Wave, allunyant-se tant del so Avant-garde que havia caracteritzat els treballs anteriors com del so més rock de Californication. D'altra banda, amb By the Way Frusciante deixa d'entendre la banda com a quatre membres per entendre-la com una sola entitat cohesionada.

### 2009–present: Marxa dels Red Hot Chili Peppers,The Empyreani PBX Funicular Intaglio Zone
Ataxia va publicar el seu segon i últim àlbum, AW II el 2007. Després de la gira Stadium Arcadium (des de principis de març del 2006 a finals d'agost de 2007), els Red Hot Chili Pappers van posar-se d'acord en fer una pausa de durada indefinida. A principis de 2008, Anthony Kiedis va confirmar-ho, citant l'esgotament del treball constant des de Californication com a principal raó. Frusciante va deixar el grup durant aquest període, però no va anunciar públicament la seva marxa fins al desembre de 2009.
El desè àlbum en solitari de Frusciante, The Empyrean, va ser publicat el 20 de gener de 2009, a través de Record Collection. El disc -un àlbum conceptual- es va produir entre desembre de 2006 i març de 2008. A The Empyrean apareixen un seguit de músics, incloent-hi el seu ex-company dels Chili Peppers Flea, els seus amics Josh Klinghoffer i l'ex-guitarrista dels Smiths Johnny Marr, i també músics convidats com Sonus Quartet i New Dimension Singers. Sobre l'àlbum, Frusciante digué: "Estic molt content [amb el disc] i l'he estat escoltant molt per l'experiència psicodèlica que provoca," suggerint que l'àlbum "ha de ser reproduït tan fort com sigui possible i és especialment escaient a sales d'estar fosques durant la nit."
Durant tot el 2011, John Frusciante ha estat juntament amb la cantant de soul Truth Hurts i altres amics, gravant el seu nou disc en solitari anomenat PBX Funicular Intaglio Zone (LP) Acompanyat amb un EP previ que surtira a la venda al Japó al 4 de juny, al 17 de juny als Estats Units i a el 16, a la resta del món. Frusciante qualifica la música el seu últim treball a la seva pàgina oficial com a: Progressive Synth Pop, ja que fa gran ús de sintetitzadors, pedals d'efectes i altres instruments electrónics. El disc està disponible en vinil, CD, format mp3 i caset. Frusciante oferirà concerts per Estats Units i a la resta del món.

## Discografia

### Amb els Red Hot Chili Peppers
- Mother's Milk (1989)
- Blood Sugar Sex Magik (1991)
- Californication (1999)
- By the Way (2002)
- Stadium Arcadium (2006)

- What's hits!? (1992)
- Greatest Hits (2003) (excepte el tema "My friends")
- Live in Hyde Park (2004)

### Amb els Mars Volta
- De-Loused in the Comatorium (2003)
- Frances the Mute (2005)
- Amputechture (2006)
- The Bedlam in Goliath (2008)
- Octahedron (2009)

### Amb Omar Rodríguez-López
- A Manual Dexterity: Soundtrack Volume One (2004)
- The Special 12 Singles Series (2005)
- Se Dice Bisonte, No Bùfalo (2007)
- Calibration (Is Pushing Luck and Key Too Far) (2007)
- Omar Rodriguez-Lopez & John Frusciante (2010)
- Sepulcros de Miel (2010)

### Amb Ataxia
- Automatic Writing (2004)
- AW II (2007)

### En solitari
- Niandra Lades and Usually Just a T-Shirt (1994)
- Smile From the Streets You Hold (1997) (posteriorment retirat del mercat per desig de l'autor)
- To Record Only Water for Ten Days (2001)
- From the Sounds Inside (2001)
- Shadows Collide With People (2004) Primera col·laboració amb Josh Klinghoffer
- The Will to Death (2004)
- DC EP (2004)
- Inside of Emptiness (2004)
- A Sphere in the Heart of Silence (2004)
- Curtains (2005)
- The Empyrean (2009)
- Letur-Lefr (2012)
- PBX Funicular Intaglio Zone (2012)
- Outsides (2013)
- Enclosure (2014)